# Такео Куріта
Такео Куріта (яп. 栗田 健男; 28 квітня 1889, Міто — 19 грудня 1977, Нісіномія) — японський військовий діяч, флотоводець, віцеадмірал (1 травня 1942) Імперського флоту Японії, учасник Другої світової війни. Командував веденням битви у затоці Лейте, найбільшій морській битві у світовій історії, у якій зазнав поразки. 

## Біографія

### Початок кар'єри
Такео Куріта народився 28 квітня 1889 року у місті Міто, що в префектурі Ібаракі. Закінчивши місцеву школу, вирішив присвятити своє подальше життя службі на флоті, через що 1905 року вступив до Військової академії флоту Японії, з якої випустився за п'ять років, замкнувши третю десятку найуспішніших курсантів. Одразу після цього отримав призначення на крейсер Касагі, а 1911 року перевівся на корабель Тацуті.
Після підвищення до лейтенанта в 1913 році Куріта служив на броненосці «Сацума», ескадреному міноносці «Сакакі» та крейсері «Івате». Куріта був підвищений до старшого лейтенанта 1 грудня 1916 року і служив у цьому званні на кількох кораблях: крейсері «Тоне», есмінцях «Каба» і «Мінекадзе». Він служив на «Мінекадзе», «Хакадзе» та «Якадзе» на посаді мінного офіцера та старшого помічника командира. У 1920 році Куріта отримав командування над першим судном, есмінцем «Сігуре», а роком пізніше - над іншим есмінцем, «Оїте».
Здобув звання капітан-лейтенанта в 1922 році, в цьому званні командував кораблями «Хамакадзе», «Вакатаке» і «Хагі». У званні капітана 3 рангу (з 1927) командував ескадреним міноносцем «Уракадзе», 10-м та 25-м загонами есмінців.
У званні капітана 1-го рангу (з 1932) командував 12-м загоном есмінців, крейсером «Абукума», а з 1937 року — лінійним крейсером «Конго».
Куріта став контрадміралом 15 листопада 1938 року, отримавши отримавши під командування спочатку 1-шу, а пізніше — 4-ту флотилію есмінців. Під час атаки на Перл-Гарбор він командував 7-ю дивізією крейсерів.

### Друга світова війна

#### Початок війни
7-му крейсерська дивізія Куріти брала участь у завоюванні острова Ява в грудні 1941 року, а також у рейді в Індійський океан, у складі шести важких крейсерів і легкого авіаносця «Рюдзе», що потопив сумарно 135 000 тонн суден у Бенгальській затоці. У битві за Мідвей (під командуванням Нобутаке Кондо) Куріта втратив крейсер «Мікума». Такео був підвищений до віцеадмірала 1 травня 1942 року, у липні йому було доручено командування 3-ю дивізією лінкорів.
У битві за Гуадалканал Куріта повів свої лінкори на бомбардування аеропорту Гендерсон-Філд у ніч проти 13 жовтня, запустивши 918 бризантних зарядів. Це була найуспішніша спроба японців захопити Гендерсон-Філд бомбардуванням з води. Куріта пізніше командував основними силами у кампанії на Соломонових островах, а також у битві за Філіппінські острови. У 1943 році він замінив Нобутаке Кондо на посаді командувача 2-го Імператорського флоту.

#### Битва у затоці Лейте
Куріта був верховним головнокомандувачем 2-го Імператорського флоту під час битви в морі Сібуян і битві в морі Самар (обидва є частиною битви в затоці Лейте). 2-й флот включав найбільші лінкори у світі — «Ямато» і «Мусасі». Крім того, до 2-го флоту входили лінкори «Нагато», «Конго» та «Харуна», 10 крейсерів та 13 есмінців. Критичною виявилася відсутність у ньому авіаносців.
Куріта був відданим офіцером і не боявся смерті, але й не прагнув померти дарма. Як і Ісороку Ямамото, Куріта вважав, що для капітана «відправитися на дно разом зі своїм судном» — марна трата цінних кадрів. Коли адмірал Соему Тойода наказав Куріті атакувати американців у затоці Лейте, провівши флот через протоку Сан-Бернандіно, Такео вважав це марною тратою кораблів і життів, особливо коли він не зміг провести кораблі в затоку до висадки.
Перший флагман Курити, «Атаго», був потоплений американським підводним човном всього за 6 днів до битви в Лейте, флагманом став лінкор «Ямато».

#### Битва в морі Сібуян
На шляху з Брунея кораблі Курити були атаковані двома американськими підводними човнами, що потопили крейсери «Атаго» та «Мая» у Палаванській протоці. Куріта був змушений перейти з флагмана «Атаго» на «Ямато». На кордоні між морем Сібуян і протокою Сан-Бернандіно на флот Куріти напали літаки з авіаносця, які завдали шкоди кільком кораблям, включаючи «Ямато». Постійні торпедні атаки і бомбардування третього флоту під керівництвом адмірала Голсі, потопили «Мусасі» і завдали серйозної шкоди іншим судам.
Атаки американців змусили Куріту припинити наступ і відступити на захід від затоки Лейте. Голсі вирішив, що розбив флот Курити, а також що центральний флот Японії відступає, впевнений, що діє згідно з наказами, покинув пункт, звідки мав підтримувати висадку генерала Макартура в затоці Лейте і протоці Сан-Бернандіно, щоб наздогнати північний крейсерський флот. Дзісабуро Одзава був посланий як приманка для відволікання американців від Лейте. Перед тим, як флот Одзавави було виявлено, Голсі відправив повідомлення з «планом битви», в якому писав, що хоче відправити свої лінкори для прикриття виходу із затоки. Проте план так і не було здійснено, а важкі кораблі пішли на північ разом з авіаносцями.

#### Битва у морі Самар
Віцеадмірал Томас Кінкейд, командувач Сьомого флоту і відповідальний за охорону солдатів, що висадилися, припустив, що «план» Голсі — це наказ зверху, а тактична група номер 34 («TF 34») охороняє Сан-Бернандіно. Кінкейд відвів свої кораблі на південь, щоб зустріти японські південні флотилії. У ніч із 24 на 25 жовтня Куріта знову змінив рішення і направив кораблі на захід у затоку Лейте. На ранок 25 жовтня флот Куріти з «Ямато» на чолі вийшов із Сан-Бернандіно і поплив на північ, повз берег острова Самар. Через півгодини після заходу сонця сили Імператорського флоту помітили «Taffy 3» — невеликий загін підтримки, що складається з шести ескортних авіаносців, трьох есмінців та чотирьох невеликих ескортних міноносців, під командуванням контрадмірала Кліффтона Спрага. Завданням «Тефі-3» було забезпечення підтримки берегу та патрулювання вод щодо виявлення субмарин, а чи не морські битви проти важких есмінців.
Адмірал Куріта вирішив, що має шанси проти авіаносців Третього флоту, і наказав лінкорам, включаючи «Ямато» з 460-міліметровими гарматами, відкрити вогонь. Проте тоді була помічена групи «Теффі», а «центральні сили» щойно отримали наказ змінити стрій з нічного на протиповітряний. Замість того, щоб підготувати розташування кораблів, Куріта наказав атакувати. Перезарядка гармат проходила некоординовано, що призвело до втрати контролю за тактичною складовою бою.
Сили Куріти потопили один з малих авіаносців, два есмінці, включаючи «Джонстон» під командуванням Ернеста Еванса. Проте літаки з «Теффі-3» і «Теффі-2», розташованої на південь, почали атаку, і, хоча американські есмінці мали лише 127-міліметрові гармати, вони теж атакували, запускаючи торпеди і ставлячи димові завіси. Безперервні атаки з повітря та скоординовані дії флоту розділили сили Куріти. «Ямато», який відстав для уникнення авіаційної торпеди, втратив з уваги місце битви. Кораблі, що входили в «Теффі», змогли потопити два крейсери і вивести з ладу третину інших крейсерів (вони були затоплені пізніше): «Тікума» «Текай», «Судзуя». Багато вцілілих кораблів також були пошкоджені «Теффі». Через дві з половиною години після початку битви Куріта наказав відступати на північ від затоки для перегрупування.
До цього моменту Куріта отримав повідомлення про те, що «південні сили», які мали атакувати Лейте з півдня, розбиті есмінцями Кінкейда. Центральні сили самого Куріти налічували лише половину своєї початкової кількості. З втратою «Мусасі» в групі залишалося чотири лінкори, але лише три крейсери, причому всі кораблі були пошкоджені, а паливо закінчувалося. Куріта перехопив повідомлення, які говорили про те, що Голсі потопив чотири крейсери «північних сил» і мчав у Лейті, щоб зустрітися з японським флотом. Після двох годин роздумів Куріта відступив через протоку Сан-Бернандіно.
Кораблі Голсі вже гналися за «Ямато» та рештою сил Такео, так що відступ врятував залишки Другого флоту, але Куріта провалив завдання атакувати американців у затоці Лейте.
Деякі військові критикували Куріту за те, що він не бився до смерті. Його усунули від командування у грудні, а для захисту від вбивства його було призначено керівником Військової академії Імператорського флоту Японії.

### Після війни
Після капітуляції Куріта працював писарем і масажистом, проживаючи з дочкою та її сім'єю. Він ніколи не обговорював політику з сім'єю або знайомими, зробивши виняток лише для короткого інтерв'ю журналісту Масанорі Іто, в якому сказав, що зробив помилку, відступивши в затоці Лейте. Потім він забрав свої слова назад. Куріту інтерв'ював офіцер флоту США.
|                 | Молодий офіцер флоту США вийшов із джипа, тримаючи адресу Куріти в руці, і побачив постать людини, яка скромно займалася своїм садом. Через роки він так само ясно пам'ятав цю мить: «Я був під враженням. Війна щойно скінчилася. Менше року тому Куріта був командиром найбільшого в історії флоту, і ось він прополює картоплю». |
| — Goralski, 323 | |

Пізніше Куріта повернувся до звичайного життя, двічі на рік здійснюючи паломництво до святилища Ясукуні, щоб помолитися за полеглих товаришів. У 1966 році він був присутній біля смертного одра Дзісабуро Одзави.
До 80-річчя Куріта нічого не говорив про битву в Лейте. В особистій бесіді зі своїм біографом Дзіро Ока він сказав, що відступив, щоб не жертвувати життям своєї команди, оскільки давно вже вважав, що війна програна.

## Нагороди
- Орден Вранішнього Сонця 3-го і 1-го класу
- Орден Священного скарбу 2-го і 1-го класу
- Пам'ятна медаль вступу на престол імператора Тайсьо (10 листопада 1915)
- Військова медаль 1918—1920
- Медаль Перемоги
- Пам'ятна медаль вступу на престол імператора Сьова (16 листопада 1928)
- Медаль національного фонду «Велика Маньчжурія» (Маньчжурська держава; 1 марта 1934)
- Медаль Маньчжурського інциденту (29 квітня 1934)
- Пам'ятна медаль імператорського візиту в Японію (Маньчжурська держава; 21 сентября 1935)
- Медаль Китайського інциденту 1937
- Пам'ятна медаль «2600 років Японії» (15 серпня 1940)